# Tundra (Oblast Archangelsk, Russland)
Tundra (russisch Тундра) ist ein Ort in der Oblast Archangelsk (Russland).

## Geographie
Tundra liegt ca. 50 km südlich von Archangelsk. Der Ort besitzt einen Personen- und einen Güterbahnhof und ist an das Streckennetz der Sewernaja schelesnaja doroga angeschlossen. Tundra ist nicht auf befestigten Straßen erreichbar. Im Jahr 2002 hatte der Ort 20 Einwohner. 2012 hatte Tundra nur noch 8 Einwohner.